# A-la-la Ca-lam
A-la-la Ca-lam (chữ Hán: 阿羅邏伽藍; Pāḷi & Phạn ngữ: Āḷāra Kālāma) là một ẩn sĩ và đạo sư về thiền định thời Ấn Độ cổ đại. Ông là một đạo sư về tư tưởng Śramaṇa và theo kinh điển Pāli, là người thầy đầu tiên của Thích-ca Mâu-ni.

## Lịch sử
Sau khi vương tử trẻ Tất-đạt-đa xuất gia và trở thành một nhà tu khổ hạnh, Ngài đã đến gặp Alara Kalama, một vị đạo sư dạy về một loại thiền định sơ khai tại Tỳ-xá-ly.  Alara đã dạy Tất-đạt-đa về thiền định, đặc biệt là một trạng thái thiền được gọi là "Vô sở hữu xứ" (ākiñcaññāyatana). 
Vị tu sĩ trẻ Tất-đạt-đa nhanh chóng đạt được mức ngang bằng với Alara, người vốn không còn có thể dạy thêm nữa. Ông đã đề nghị với vị tu sĩ trẻ: "Con đã đạt được như ta hiện tại. Không còn có sự khác biệt giữa chúng ta. Vậy con hãy ở lại đây và cùng dạy các đệ tử cùng với ta." Tuy nhiên, Tất-đạt-đa không muốn ở lại. Sau khi rời đi, Ngài đã tìm đến một vị thầy khác, Uddaka Rāmaputta.
Tương truyền, sau khi tu sĩ Tất-đạt-đa giác ngộ, trở thành vị đạo sư Thích-ca Mâu-ni, Ngài từng dự định tìm lại những vị thầy cũ của mình để truyền lại Pháp. Tuy nhiên, vào thời điểm đó thì các đạo sư Alara Kalama và Uddaka Rāmaputta đều đã qua đời, vì vậy, Ngài đã bắt đầu lên đường đến vườn Nai, nơi 5 người bạn đồng tu khổ hạnh trước đây của Ngài đang tu tập.